# Liam Sharp
Pour les articles homonymes, voir Sharp.
Compléments
Judge Dredd
Event Horizon
Testament
Liam Roger Sharp, né le 2 mai 1968, est un auteur et un éditeur de comics britannique.

## Biographie
Liam Sharp fait ses premières armes auprès de Don Lawrence, artiste œuvrant pour Storm, un comic book néerlandais. Il se fait surtout connaître, dans les années 80, en travaillant pour le magazine de science-fiction 2000 AD en illustrant des aventures de Judge Dredd, des ABC Warriors mais aussi un des Future Shocks de Tharg. Sa notoriété se développe lorsque Marvel UK lui commande les dessins de la mini-série Death's Head II.

### Les comicsmainstreamet la notoriété
Dès lors, il se tourne vers les maisons d'édition américaines. Il réalise des comics comme les X-Men (X-Men #35 d'août 1994), Hulk, Spider-Man, Venom et Man-Thing (pour Marvel Comics), Superman et Batman (pour DC Comics) et Spawn: The Dark Ages (pour Todd McFarlane).
Liam Sharp travaille ensuite pour Verotik sur des comics bien plus matures tels que GOTH, Jaguar God and et le Death Dealer de Frank Frazetta. En 2003, il crée avec Geoff Johns la série The Possessed éditée par Wildstorm. Il écrit et dessine A-crazy-A, une petite histoire pour le magazine Heavy Metal, y incluant Tiffany Taylor (un modèle de Playboy). Enfin, il fait de même pour Vampirella magazine, la courte histoire s'appelant cette fois Winter Rose.

### La création de Mam Tor Publishing et ses travaux récents
En 2004, Liam Sharp, avec sa femme Christina McCormack, créent Mam Tor Publishing pour éditer l'artbook Sharpenings: the Art of Liam Sharp. Après le succès de ce dernier, il saisit qu'il y a un potentiel inexploité dans le marché des comics indépendants alternatifs. Avec le designer Tom Muller et son ami John Bamber, il agrandit la société ce qui leur offre la possibilité de publier bien plus d'œuvres. Cela leur permet, en outre, de lancer l'anthologie Mam Tor: Event Horizon dans laquelle s'esprime de nombreux artistes : Glenn Fabry, Brian Holguin, Ash Wood, Simon Bisley, Alan Grant, Steve Niles, Emma Simcock-Tooth, Ali Powers, Kev Crossley, Lee Carter et Dave Kendall.
Récemment[Quand ?], Liam Sharp a illustré l'excellente série Testament (écrite par Douglas Rushkoff et parue sous le label DC Vertigo). Il dessine actuellement Lord Havok and the Extremists (écrite par Frank Tieri), lié à la série Countdown.
Aujourd'hui[Quand ?], il vit à Derby dans les Midlands orientaux avec sa femme Christina et ses trois enfants, Matylda, Lorcan et Jeff.

## Publications
- Judge Dredd (1987-2006) 2000 AD (comics)
- Future Shocks (1987) 2000 AD (comics)
- Death's Head #6 (Marvel Comics) avec Simon Furman & Paul Marshall
- X-Men Unlimited #5, (Marvel) 1994 avec John Francis Moore, & Robin Riggs
- X-Men #35, (Marvel) 1994 avec Fabian Nicieza & Robin Riggs
- Batman: Shadow of the Bat #42, Batman Chronicles (DC) avec Alan Grant
- Incredible Hulk #425-432 (Marvel) avec Peter David
- Strange Tales #1-2, "Destroyer Of Worlds"/"The End Of All Things! " (Marvel Comics) 1998 avec J. M. DeMatteis
- Spider-Man: The Lost Years #0 (Marvel Comics) 1996 avec J. M. DeMatteis
- Death Dealer #2-3 (Verotik), 1996–1997 avec Glenn Danzig
- Man-Thing #1-8; (Marvel Comics, 1997–1998 avec J. M. DeMatteis & Marv Wolfman
- Spawn: The Dark Ages #1-14 (Image Comics) 1999–2000 avec Brian Holguin
- Vampirella/Witchblade: Union of the Damned, (Top Cow) 2004
- Event Horizon (Mam Tor Publishing) 2005
- Red Sonja: One More Day (Dynamite Entertainment) 2006 avec Justin Gray & Jimmy Palmiotti
- Testament (comics) #1- 22 (Vertigo) avec Douglas Rushkoff
- Gears of War #1-6 (Wildstorm) avec Joshua Ortega
- Countdown to Final Crisis (DC Comics) 2008
- Sharpenings: the Art of Liam Sharp (artbook, 2004)
- God Killers: Machivarius Point and Other Tales (2008)
- Wonder Woman (DC Comics, 2016-2019), dessin[1]
- The Brave and the Bold: Batman and Wonder Woman #1-6 (DC Comics, 2018), scénario et dessin

## Récompense
- 2018 : Prix Inkwell tout-en-un
- 2020 : Prix Inkwell tout-en-un[2]